# Oxiclorur de californi
L'oxiclorur de californi (CfOCl) és un compost radioactiu descobert per primera vegada en quantitats mesurables l'any 1960. Fou el primer compost del californi aïllat.